# Stardust (песня)
«Stardust» (в переводе с англ. — «Звёздная пыль») — популярная джазовая американская песня 1927 года композитора Хоуги Кармайкла. В 1929 году поэт-песенник Митчел Пэриш написал слова к песне. Первоначальное название песни на английском было «Star Dust». Кармайкл впервые записал мелодию на студии «Gennett Records» в Ричмонде штата Индиана. Эта песня о любви, которая исполнялась в среднем темпе. «Звёздная пыль» стала американским джазовым стандартом и считается одной из наиболее записываемых песен XX столетия (более 1500 записей). В 2004 году оригинальная версия Кармайкла стала одной из 50 песен, выбранных библиотекой Конгресса для Национального реестра аудиозаписей.

## Композиция
По словам самого Кармайкла, вдохновение на написание «Stardust» (первоначальное название песни «Star Dust») пришло к нему, когда он жил в университетском городке своей альма-матер — Индианский университет в Блумингтоне. Он насвистывал мелодию, а потом рванул в «Book Nook» — популярное место встречи среди студентов того университета и начал записывать композицию. Он работал над мелодией весь курс, вероятно, в Блумингтоне или Индианаполисе (источники указывают разные места, Кармайкл и сам любил приукрасить факты о происхождении песни). «Звёздная пыль» впервые была записана в Ричмонде для Gennett Records (Gennett 6311) Кармайклом с Эмилем Сайделом и его оркестром, и братьями Дорси как «Хоуги Кармайкл и его приятели» (англ. Hoagy Carmichael and His Pals) 31 октября 1927 года. Мелодия была записана в жанре джаз как энергичная и инструментальная, но со средним темпом. Кармайкл сказал, что он был вдохновлён разными импровизациями, сделанными Биксом Байдерберком. Мелодия привлекла незначительное внимание, в основном коллег-музыкантов, некоторые из которых, включая Дона Редмана, записали свои собственные версии мелодии Кармайкла.
Майкл Пэриш написал слова к песне, которые основывались на его собственных идеях и идеях Кармайкла. Песня вышла в свет в 1929 году. Более медленная версия была записана в октябре 1928 года, но полностью готовой вышла 16 мая 1930 года, когда руководитель джаз-оркестра Ишам Джонс записал её как сентиментальную балладу.

## Кавер-версии
Запись Джонса стала первой из многих хит-версий этой мелодии. Молодой баритон Бинг Кросби выпустил свою версию этой песни в 1931 году, а уже в следующем году более двух дюжин групп записали каверы на «Звёздную пыль». В ту эпоху почти все известные группы написали свои кавер-версии на песню. Кавер-версии были записаны Луи Армстронгом, Дэйвом Брубеком, Томми Дорси, Тексом Бенеке с оркестром Гленна Миллера (записанная в Нью-Йорке 1 февраля 1947 года и выпущенная звукозаписывающим лейблом RCA Records как каталоговый номер 20-2016B и звукозаписывающей компанией EMI под лейблом His Master's Voice как каталоговый номер BD 5968), Фрэнком Синатрой, Дорис Дэй, Яном Гарбером, Фумио Нанри, Диззи Гиллеспи, Нэтом Кингом Коулом (его кавер-версия считается многими самой лучшей), Мелом Торме, Конни Фрэнсис, Жаном Саблоном, Кили Смит, Терумасой Хиной, Гарри Конником младшим, Хэнком Кроуфордом, Эллой Фицджеральд, Олави Виртой, «The Peanuts», Джанго Рейнхардтом, Барри Манилоу, Артом Тэйтумом, Джоном Колтрейном, Эрлом Грантом, Вилли Нильсоном, «Billy Ward and his Dominoes», Джорждом Бенсоном, Миной, Кеном Хираи, Аль Хиртом, «Los Hombres Calientes» и многими другими. Гленн Миллер также выпустил запись песни на виниловом диске «V-Disc, No. 65A», с оркестром «AAFTC», которая вышла в декабре 1943 года. «Billy Ward and His Dominoes» заняли 13 место с этой песней на «Billboard Pop», которая является одной из ранних ритм-н-блюз/рок-н-ролл записей в настоящем стерео. Эта версия песни остаётся наиболее известной и популярной и в наши дни, хотя также существуют и другие популярные каверы. Версия Арти Шоу 1941 года с запоминающимся соло Билли Баттерфилда (труба) и Джека Дженни (тромбон) — самая лучшая для этого биг-бэнда. Ринго Старр записал версию для своего первого соло-альбома «Сентиментальная прогулка» в 1970 году после распада группы «Битлз». Серхио Франки сделал кавер-версию на песню его альбома RCA Victor «The Exciting Voice of Sergio Franchi» 1964 года. Род Стюарт записал песню для своего альбома «Stardust: The Great American Songbook Volume III» 2004 года. Кэти Мелуа написала кавер-версию для своего альбома «Nine Million Bicycles» в 2005 году, а Майкл Бубле для своего альбома «Crazy Love», вышедшего в 2009 году.
Некоторые кавер-версии песни «Звёздная пыль» стали популярными. Армстронг записал «Stardust» 4 ноября 1931 года. На альтернативной записи слова «Oh, memory» звучат только после инструментального брейка. Эта кавер-версия была высоко оценена многими любителями джаза, в том числе и Кармайклом. 20 ноября 1961 года Фрэнк Синатра написал только слова к песни для своего альбома «Sinatra and Strings», которые первоначально вызвали у Кармайкла разочарование, но после прослушивания записи, Хоуги сказал, что его мнение изменилось в лучшую сторону.
В 1938 году в начале радиопередачи «Война миров» Орсона Уэллса песня «Звёздная пыль» была исполнена вымышленным «Рамоном Реквелло и его оркестром». Песня также исполнялась ими же в театре «Меркурий». В реальности исполнение песни осуществлял Митч Миллер.
В 1993 году гитарист Ларри Корьелл исполнил кавер-версию песни из своего альбома «Fallen Angel».
Оркестр «Les Deux Love Orchestra» включил свою собственную версию песни в альбом «Music From Les Deux Cafés» в 2001 году.
В 2006 году Дэвид Бенуа сделал кавер-версию для своего альбома «Standards».
В то же время песня стала исполняться как баллада. Вокалист Калил Уилсон записал аптемпо-версию песни «Звёздная пыль» для своего альбома «Easy to Love» в 2009 году.
Кавер-версия Вилли Нельсона была использована как мелодия для пробуждения экипажа спейс-шаттла STS-97 на их второй день полёта.
Версия Эдди Кокрана 1953-1954 годов была выпущена в 1997 в альбоме «Rockin' It Country Style».
В 2007 году Эван Фаррелл написал для своего альбома «Melodie Fantastique» песню «Stardust», которая вышла в 2012.
Песня также была известна и за рубежом. В СССР её исполняли оркестры Олега Лундстрема и Анатолия Кролла, ансамбль Давида Голощёкина, певец Уно Лооп, трубач Аби Зейдер, Ленинградский диксиленд Олега Кувайцева. Свои кавер-версии также записывали биг-бэнд Sharps And Flats под управлением Нобуо Хары (Япония), эстрадный оркестр Остравского радио под управлением Павла Станека (Чехословакия) и многие другие исполнители.

## Наследие
Оригинальная запись 1927 года, записанная Хоуги Кармайклом и его приятелями на «Gennett Records», была удостоена места в зале славы премии Грэмми в 1995 году. В 1999 году «Звёздная пыль» была включена в «NPR 100» — список, составленный «National Public Radio» из ста наиболее важных для американской музыки работ XX века. В 2000 году шведские музыкальные обозреватели проголосовали за неё, как за «мелодию века», а «Баллада о Мэкки-Ноже» Курта Вайля заняла второе место. В 2004 году оригинальная запись Кармайкла стала одной из 50 тех, которых выбрала Библиотека Конгресса для внесения в Национальный реестр аудиозаписей. Песня также была использована в фильме «Воспоминания о звёздной пыли» Вуди Аллена.